# Högsäter
Högsäter est une localité de la commune de Färgelanda dans le comté de Västra Götaland en Suède.
Sa population était de 758 habitants en 2019.